# HD 58634
HD 58634，又名CD-37 3549，SAO 197974、HR 2842，是一颗恒星，视星等为6.97，位于銀經249.87，銀緯-10，其B1900.0坐标为赤經7h 21m 14.5s，赤緯-37° -10′ 35″。